# Senatori della XXVI legislatura del Regno d'Italia
Elenco dei senatori della XXVI legislatura del Regno d'Italia nominati dal re Vittorio Emanuele III divisi per anno di nomina.
Tra parentesi sono indicate le categorie di nomina.

## Senatori di nomina regia

### 1921

#### Decreto 10 aprile
Con il decreto vennero nominati due senatori.
- Paolo Boselli (3, 5)
- Luigi Luzzatti (3, 4, 5)

#### Decreto 1 maggio
Con il decreto venne nominato un solo senatore.
- Giuseppe Marcora (2, 3)

#### Decreto 9 giugno
Con il decreto vennero nominati 11 senatori.
- Alfredo Baccelli (3, 5)
- Agostino Berenini (3, 5)
- Adolfo Berio (15)
- Pietro Chimienti (3, 5)
- Salvatore Contarini (7)
- Alfredo Lusignoli (21)
- Olindo Malagodi (21)
- Cesare Nava (3, 5)
- Edoardo Pantano (3, 5)
- Settimio Piacentini (14)
- Ferdinando Quartieri (21)

#### Decreto 19 luglio
Con il decreto venne nominato un solo senatore.
- Pietro Tomasi Della Torretta (5)

### 1922

#### Decreto 11 giugno
Con il decreto vennero nominati quattro senatori.
- Maurizio Gonzaga (14)
- Cesare Poggi (17)
- Federico Ricci (21)
- Paolo Zunino (16)

#### Decreto 16 ottobre
Con il decreto vennero nominati 12 senatori.
- Giovanni Battista Borea d'Olmo (21)
- Vittorio Brondi (18)
- Luigi Cito Filomarino (14)
- Filippo Crispolti (21)
- Pietro Milano Franco d'Aragona (8)
- Ettore Pais (18)
- Raniero Paulucci di Calboli (6)
- Camillo Peano (5, 8)
- Alberto Pironti (17)
- Vittorio Puntoni (19)
- Pio Rajna (18)
- Giuseppe Volpi (21)

Nel decreto era indicato anche Ugo Ancona.

#### Decreto 5 novembre
Con il decreto venne nominato un solo senatore.
- Giovanni Gentile (5)

### 1923

#### Decreto 1 marzo
Con il decreto vennero nominati 22 senatori.
- Giovanni Agnelli (21)
- Ugo Ancona (3)
- Leonardo Bistolfi (20)
- Giacomo Boni (20)
- Alessandro Casati (21)
- Enrico Corradini (20)
- Emilio De Bono (14)
- Alberto De Marinis Stendardo di Ricigliano (14)
- Gennaro Marciano (3)
- Ferdinando Martini (3, 5)
- Maffeo Pantaleoni (21)
- Ernesto Pestalozza (21)
- Francesco Pistoia (3, 14)
- Giorgio Pitacco (20)
- Corrado Ricci (20)
- Baldo Rossi (21)
- Edmondo Sanjust di Teulada (3)
- Francesco Scaduto (16)
- Michele Scherillo (18)
- Edoardo Soderini (21)
- Nicola Spada (3)
- Ettore Tolomei (20)

Nel decreto era indicato anche Vittorio Asinari di Bernezzo, morto però prima del perfezionamento della nomina.
Non furono convalidate le nomine per Piero Foscari e Vilfredo Pareto.

#### Decreto 19 aprile
Con il decreto vennero nominati 6 senatori.
- Antonio Cippico (20)
- Filippo Cremonesi (21)
- Antonio Grossich (20)
- Vincenzo Morello (20)
- Donato Sanminiatelli (20)
- Antonio Tacconi (20)

### 1924

#### Decreto 1 gennaio
Con il decreto venne nominato un solo senatore.
- Mariano D'Amelio (8)